# Pedro Sosa López
Pere (Pedro) Sosa López (Requena, Valencia, 30 januari 1887 – aldaar, 21 november 1953) was een Spaans componist, muziekpedagoog en trombonist.

## Levensloop
Sosa López studeerde bij Amancio Amorós, Francisco Peñarroja en Baltasar Martinez. In de plaatselijke Banda de Música speelde hij trombone. Aansluitend studeerde hij aan het Conservatorio Superior de Música "Joaquin Rodrigo" in Valencia bij Salvador Giner y Vidal. Aan zijn "Alma mater" werd hij professor en doceerde vooral muziektheorie. Later werd hij directeur van het Conservatorio Superior de Música "Joaquin Rodrigo" in Valencia.
Als componist schreef hij vooral werken voor Banda di Música (harmonieorkest).

## Composities

### Werken voor Banda (harmonieorkest)
- Canciones del montañés
- Lo Cant del Valencià pasdoble
- Tonades d'Amor